# Aranganho
O aranganho è o nome de uma antiga tradição de Trás os Montes para curar as crianças de doenças. Quando os filhos ficavam doentes os pais amarravam os pulsos dos filhos e levavam-nos até uma encruzilhada. Depois de rezarem, cortavam as amarras de forma a quebrar o "aranganho". Cortando as amarras acreditava-se que curava-se a criança do mal de que padecia.